# Troops of Tomorrow
Troops of Tomorrow è il secondo album del gruppo punk rock, The Exploited, pubblicato il 15 maggio 1982 da Secret Records. L'album è arrivato alla posizione 17 nelle charts britanniche.

## Tracce
Tutte le tracce sono state scritte dai The Exploited tranne Troops of Tomorrow dai The Vibrators
1. Jimmy Boyle - 2:07
2. Daily News - 2:57
3. Disorder - 2:18
4. Alternative - 2:04
5. U.S.A. - 3:19
6. Rapist - 1:27
7. Troops of Tomorrow - 4:54 (The Vibrators Cover)
8. UK 82 - 2:47
9. Sid Vicious Was Innocent - 2:57
10. War - 3:47
11. They Won't Stop - 2:18
12. So Tragic - 1:48
13. Germs - 4:38

### Formazione
- Wattie Buchan - voce
- Big John Duncan - chitarra
- Gary McCormack - basso
- Steve Roberts - batteria
- Danny Heatley - batteria su Germs e Sid Vicious Was Innocent.